# ブラウンダスト
『ブラウンダスト』 (Brown Dust) は、GAMFSが開発しNEOWIZにより運営されていたスマートフォン向けゲームアプリ。2017年4月24日に韓国にてサービスが開始され、2018年3月7日よりグローバル展開として日本国内でもサービスを開始した。日本におけるサービスはGAMEONが担当する。公式略称は『ブラダス』。基本プレイ無料（アイテム課金制）。
2024年12月に最終アップデートを実施しオンラインサービスを終了、オフラインモードへ移行した。
なお、2023年6月22日に後継アプリとなる『ブラウンダスト2』のサービスが開始されている。

## 概要
3×6の18マスに様々なタイプの傭兵を最大9名まで配置や順番変えができるオリジナル采配システムと高機能周回（自動プレイ）システムによってディレクティブ・ポジション・バトルが完成された。RPG要素には傭兵の収集、育成、各コンテンツでのバトルやプレイヤー同士が競うアリーナシステムがある。プレイヤーは傭兵団を率いる傭兵団長となり、バトルには直接参戦しない代わりにストーリーを引っ張ったり編成を管理するなど、指揮官としての役割を担う。

## 基本
ゲームバトルは大きく分けて采配フェーズと戦闘（観戦）フェーズに分けられており、戦闘フェーズにおいて相手の傭兵を先に全て倒した側の勝利となる。ただし、後述する「支援型の傭兵」を倒す必要はない。
戦闘フェーズは采配フェーズの事前指定に基づいて完全自動で行われ、プレイヤーによる操作介入は一切行えない。そのため、采配フェーズでの事前指定内容が極めて重要となる。
采配フェーズでは使用する傭兵の選択とマスへの配置、行動順を設定できる。初心者用として自動配置システムもあるが、あくまで初心者用であるため、ゲーム最序盤以外はプレイヤー自身が試行錯誤していく必要があり、その結果うまくいったときの喜びはブラウンダストの醍醐味のひとつでもある。
たとえ相手が自分と全く同じ傭兵を使っていたとしても、敵味方双方の傭兵配置場所および指定行動順と先攻後攻の相性によってまったく異なる結果にもなりうるため、（特に対人戦においては）単純なレベリングだけでなく駆け引きも重要となる。

## 傭兵

### 兵種
バトルに出陣できる傭兵は、攻撃が可能な攻撃型、防御型、魔法型の3タイプと、攻撃ができず味方の回復やバフ専門の支援型の合計4タイプに分けられている。
※支援型にも一部相手へダメージを与えるスキルを持つ傭兵が存在する。
- クイック（自爆カウンターによる反撃ダメージ）
- アスモード(自身は常時誘惑状態で敵を支援するが、支援内容がダメージになっている)

### 配置・順序・ルール
傭兵達はそれぞれ攻撃や支援ができる距離、範囲、スキルの効果が異なるため、順番と配置の決定が勝敗のカギを握る。

支援型は必ず自分の次の攻撃順の傭兵に対してしかスキルを発動できない。

※支援型テミスのみ自身に支援を発動することができる。

陣を組む際、同じ傭兵はレベルや昇級、覚醒状態を問わず2人以上配置できない。

### 攻撃の起点・範囲
攻撃範囲は、起点となる攻撃対象、およびその起点からの攻撃範囲がキャラクター詳細で明示される。
攻撃起点：最前列：自分のいる列の一番前にいる敵を起点とする。
　　　　　スルー：自分のいる列の前から二番目の敵を起点とする。
　　　　　最後：自分のいる列の一番後ろの敵を起点とする。
　自分と同じ列に敵がいない場合は、一段下の列を対象として起点が設定される。
　最下段に敵がいない場合は最上段を対象とする。
攻撃範囲（範囲横系）：■単体　■■2マス　■■■■4マス　■■■■■5マス　■■■■■■6マス
攻撃範囲（範囲縦系）：縦３マス　縦４マス
攻撃範囲（範囲系１）：十字５マス　クロス型５マス　正四角形９マス　正四角形１６マス（セリア）
攻撃範囲（範囲V横型）：上下斜めに3マスずつ

### 攻撃順序の基本ルール
攻撃後、相手の順序となる。
【攻撃型】攻撃後相手ターンへ
【防御型】攻撃後相手ターンへ
【支援型】味方の次の順番へ（スルー）
【魔法型】詠唱のターンは味方の次の順番へ、攻撃のターンは相手ターンへ
スキル効果：種類と効果・・・説明追加

## 敵

### ストーリー
序盤は、普通にレベリングで倒せる程度だが後半になるにつれ相手のスキルを理解した上での攻略が必要となる。

※詰将棋の様に大体はキャラさえあれば攻略できるシステムになっている

### 悪魔城
ストーリーよりもさらに強い耐久力、攻撃力、専用スキルなどを持った敵が多く出現するが、条件達成時の報酬が破格である。
※詰将棋の様に大体はキャラさえあれば攻略できるシステムになっている

## コンテンツ
ゲームの世界観を楽しむストーリーモードとプレイヤー同士で競いあうアリーナ、ギルド戦のほかにも育成素材を集める特殊なダンジョン（ルーン寺院、水晶の洞窟）、限界に挑戦する悪魔城、ちょっとした育成や資源あつめを楽しめる神秘の島などがある。
⇒（PVP）アリーナ・・・説明追加予定
⇒（PVP）ギルド戦・・・説明追加予定
⇒（PVE）ストーリー・・・説明追加予定
⇒（PVE）ルーンの寺院・・・説明追加予定
⇒（PVE）水晶の洞窟・・・説明追加予定
⇒（PVE）限定ダンジョン・・・説明追加予定
⇒（PVE）悪魔城：・・・説明追加予定

## キャスト・登場人物
- YongsikYoon - BDM N-0524
- 逢田梨香子 - 月夜
- 相羽あいな - ウンラン、ビナ
- 愛美 - ヴィオラ、イリス、ヘルヘル
- 赤尾ひかる - ナレサ
- 阿澄佳奈 - マモニル
- 雨宮天 - エリザベス
- 安齋龍太 - ファレル
- 石井一貴 - ヒジン
- 石上静香 - イライザ
- 石川界人 - ジン
- 石谷春貴 - エディン
- 伊藤彩沙 - リジー、ニアニア
- 伊藤静 - ベリアス
- 伊波杏樹 - ユリ
- 伊原正明 - ヨハン
- 岩澤俊樹 - ゼノン
- 石見舞菜香 - セシリア
- 上田麗奈 - メリー
- 内田真礼 - ラフィーナ
- 内田雄馬 - ローラン
- 梅原裕一郎 - アロン
- 浦田わたる - シグムンド
- 江口拓也 - アルカン、ソウエイ
- 榎吉麻弥 - バリオン
- 大久保瑠美 - ミカエラ
- 大塚明夫 - バーモント
- 大塚剛央 - ブルーノ、クライ
- 大西沙織 - エレニール
- 大橋彩香 - ヘレナ
- 岡咲美保 - コーデリア、フレデリカ、リムル
- 小笠原龍征 - カイル
- 岡本信彦 - ナルタス
- 小野賢章 - ベルフェロン
- 梶裕貴 - メリオダス
- 加藤英美里 - クリスティナ
- 門脇舞以 - セイル
- 茅野愛衣 - グランヒルト
- 川上千尋 - ルクレチア、シンシア
- 川田祐 - Dr.モーガン
- 鬼頭明里 - ベロニア
- 霧生晃司 - クルール、ジャクリーン
- 釘宮理恵 - アーチェ
- 久保田健介 - ザルカ、アチャ
- 熊田茜音 - マリア
- 桑原由気 - カミラ
- 古賀葵 - オーリン、ユリア
- 小清水亜美 - バルゼ
- 小原好美 - フローリア
- 近藤佳奈子 - テミス
- 坂巻学 - ブリテン
- 坂本真綾 - マーリン
- 佐倉綾音 - エリーゼ
- 佐倉薫 - ヴェンタナ
- 佐藤日向 - イングリッド
- 佐藤利奈 - リリアン
- 首藤志奈 - イノ、ミア
- 白石稔 - マティアス
- 杉崎亮 - ローガン
- 鈴木達央 - アスモード
- 鈴代紗弓 - カリン、ネフィル
- 涼本あきほ - リデル、ユーニス
- 関幸司 - ヴィンセント
- 関根瞳 - べナカ、リディア
- 相馬康一 - マグヌス、ケラン
- 園崎未恵 - フォクシー
- ソンド - ウェスター
- 高野麻里佳 - マルティナ
- 高橋伸也 - アヌビス
- たかはし智秋 - レヴィア
- 高橋未奈美 - セレンディア
- 高橋李依 - アンジェリカ
- 高森奈津美 - クラウディア
- 高柳知葉 - カイナ
- 武内駿輔 - ビクター
- 武田羅梨沙多胡 - グレイス
- 立花芽恵夢 - オクタビア
- 田所あずさ - グロリア
- 田所陽向 - ガイウス、 ルメン
- 田中あいみ - グレイシア
- 田中敦子 - カオリ
- 田中美海 - メラニー[3]
- 千葉一伸 - ガリノス
- チョー - ジャカン、チョーク、クイック
- 椿ゆきの - フリージア
- 紡木吏佐 - エリヤ
- 遠野ひかる - レア
- 富田美憂 - アリーサ、イセルナ
- 豊口めぐみ - ケイラン
- 鳥海浩輔 - ドウェイン
- 中澤まさとも - ヴァイン
- 中村悠一 - ルシウス
- 西田望見 - アリネス、デナリサ
- 西本りみ - ベアトリス、カレア
- 馬場豊 - ギュンター
- 早見沙織 - アストリッド
- 原由実 - セリア
- 坂泰斗 - ヨセフ、オールス
- 半場友恵 - モーラ、アナイス
- 日笠陽子 - TSアレック
- 檜山修之 - イミル
- 広瀬淳 - グローサ
- 広瀬ゆうき - アヴァ[3]
- 福原綾香 - サブリナ
- 福山潤 - キング
- 藤井隼 - デカ
- 藤井彩音 - ベディー
- 藤田茜 - セレス
- 藤田曜子 - エボニー、TSヨハン
- 細谷佳正 - アレック
- 堀江由衣 - ジェニス
- 前田佳織里 - コレット
- 松岡禎丞 - セト
- まつだ志緒理 - エスター、ナタリー
- 松本忍 - デオマロン
- 真野拓実 - カーソン
- 水島愛美 - ヘル
- 水野亜美 - ローラ[3]
- 水瀬いのり - レピテア
- 嶺内ともみ - ルネ
- 峰健一 - アガロン、Dr.ロジック
- 峯田茉優 - エルドラ
- 三宅健太 - バルトール
- 望田ひまり - マヤ、ドミニク
- 森嶋優花 - キュウビ
- 八巻アンナ - バーバラ
- 山口勝平 - ハンヤ
- やみん - ティアラ
- 悠木碧 アイ、ディアンヌ
- 優木かな バートリー
- 和氣あず未 - ブリッサ
- 渡辺紘 - ルフェル
- 和田将弥 - ルト
- 大原さやか - ウィルヘルミナ
- 加隈亜衣 - ラウラ
- 小山百代 - シャーロッテ
- 諏訪彩花 - アルウェン
- 真木駿一 - ライアン
- 長縄まりあ - アナスタシア
- 前野智昭 - アントニオ、ヴェルドラ
- 天野聡美 - カンナ
- 久保田未夢 - ルディア
- 中島由貴 - ナイアス
- 後藤邑子 - アインドリン
- 植田佳奈 - ステラ
- 上坂すみれ - テイラー
- 篠原侑 - アヤン
- 夏色まつり - ユリセア